# TNA Today
TNA Today was een gratis online professioneel worstelprogramma geproduceerd door Total Nonstop Action Wrestling (TNA). Het wordt gehost door TNA interviewer Jeremy Borash, met af en toe optredens van Don West. De show wordt gekenmerkt met exclusieve beelden, interviews, previews, reviews, nieuwsupdates, merchandise aanbiedingen en meer. Het is in gebruik als een aanvulling van de TNA's hoofdprogramma, TNA Impact!. Het wordt ook gebruikt voor debuutworstelaars en het adverteren van merchandising deals.